# Жигарев, Павел Фёдорович
Па́вел Фёдорович Жи́гарев (6 [19] ноября 1900, д. Бриково, Тверская губерния — 2 октября 1963 года, Москва) — советский военачальник, Главный маршал авиации (1955). Главнокомандующий ВВС СССР (1941—1942, 1949—1957).

## Предвоенные годы
Родился в семье крестьянина-бедняка. Русский. В Рабоче-Крестьянской Красной Армии с 1919 года. Член РКП(б) с 1920 г.
В 1919—1920 годах служил в запасном кавалерийском полку в Твери и в основных боевых действиях гражданской войны не участвовал.
В 1922 году окончил 4-ю кавалерийскую школу комсостава РККА, затем командовал кавалерийским взводом.
С 1925 года по личному желанию переведён в авиацию и направлен на учёбу.
В 1927 году окончил Ленинградскую военную школу лётчиков-наблюдателей. Несколько лет был на преподавательской работе в военно-учебных авиационных заведениях.
В 1932 году окончил Военно-воздушную академию РККА имени проф. Н. Е. Жуковского, в 1933 году адъюнктуру при ней. С 1933 года — начальник штаба Качинской высшей авиационной школы лётчиков, тогда же и сам окончил её без отрыва от исполнения служебных обязанностей.
В 1934—1936 годах командовал авиационными частями, от отдельной эскадрильи до авиабригады.
В 1937—1938 годах находился в командировке в Китае, возглавляя группу советских лётчиков-добровольцев. Принимал участие в боевых действиях Японо-китайской войны на стороне правительственных войск Чан Кайши, организовывал отражение ударов японской авиации, противовоздушную оборону, обучение китайских лётчиков на советских самолётах.
Действия Жигарева в Китае были оценены высоко, и после возвращения оттуда в сентябре 1938 года он назначен начальником Управления боевой подготовки ВВС РККА.
С 1939 года — командующий ВВС 2-й Отдельной Дальневосточной Краснознамённой армии. С декабря 1940 года — первый заместитель, а с апреля 1941 начальник Главного управления Военно-воздушных сил РККА.

## Великая Отечественная война
Вскоре после начала Великой Отечественной войны на базе Главного управления ВВС был сформирован Штаб ВВС РККА, а П. Жигарев 29 июня 1941 года назначен командующим Военно-воздушными силами РККА. Возглавлял Военно-воздушные силы Союза в самый тяжёлый первый период Великой Отечественной войны. Принимал непосредственное участие в планировании и руководстве боевыми действиями советской авиации в Битве за Москву. Одновременно с июля 1941 по апрель 1942 года — заместитель народного комиссара обороны СССР по авиации. За первый год войны для решения важнейших вопросов строительства и применения ВВС 44 раза вызывался на приём к И. В. Сталину.
Согласно приказу Народного комиссара обороны № 136 от 4 мая 1942 года и в соответствии с постановлением Совета Народных Комиссаров Союза ССР от 26 апреля 1942 года № 588 «О назначении заместителями Народного комиссара обороны тт. Новикова А. А., Аборенкова В. В., Воробьева М. П. и Румянцева А. Д.» — снят с должности командующего ВВС Красной Армии и назначен командующим ВВС тылового Дальневосточного фронта.
В мемуарной литературе есть две версии снятия П. Ф. Жигарева с должности командующего ВВС РККА. По воспоминаниям А. М. Василевского, причиной стало неудачные действия авиации при снабжении окруженных войск на Ржевском направлении:

«И вот случись же так, что целый отряд транспортных самолётов, который сбрасывал провиант, промахнулся, и весь груз сбросил на глазах у дивизии Масленникова немцам. Масленников, видя это, дает отчаянную радиограмму: „Мы подыхаем с голоду, а вы кормите немцев!“ Радиограмма попала к Сталину. Сталин вызвал меня и Жигарева и был во время этого разговора настолько вне себя, что я один момент боялся, что он своими руками расстреляет Жигарева тут же, у себя в кабинете.»
Главный маршал авиации А. Е. Голованов в мемуарах «Дальняя бомбардировочная…» подробно описывает сцену с обманом Сталина Жигаревым относительно задержек готовых самолётов на авиазаводах из-за отсутствия экипажей для их отправки на фронт и его разоблачением; после чего Сталин принял решение о снятии Жигарева с должности.
С июня 1945 года — командующий 10-й воздушной армией. В августе 1945 года войска армии участвовали в Советско-японской войне в полосе войск Второго Дальневосточного фронта в Маньчжурии, обеспечивали боевые действия на Сахалине и Курильских островах.

## Послевоенное время
В апреле 1946 года Жигарев назначен первым заместителем командующего Военно-воздушными силами СССР. С 1948 года — командующий Дальней авиацией — заместитель главнокомандующего Военно-воздушными силами Союза.
С сентября 1949 года — главнокомандующий Военно-воздушными силами Союза. С апреля 1953 года — главнокомандующий Военно-воздушными силами — заместитель (с марта 1955 года — первый заместитель) Министра обороны СССР. Маршал авиации (3.08.1953). Главный маршал авиации (11.03.1955). С января 1957 года — начальник Главного управления Гражданского воздушного флота СССР. С ноября 1959 — начальник Военной командной академии противовоздушной обороны.
Депутат (от Военного избирательного округа) Совета национальностей Верховного Совета СССР 3-го (1950—1954) и 4-го (1954—1958) созывов, депутат (от Литовской ССР) Совета Союза Верховного Совета СССР 5-го созыва (1958—1962); депутат Верховного Совета РСФСР 2-го созыва (1947—1951). Кандидат в члены ЦК КПСС в 1952—1961 годах.
Скончался 2 октября 1963 года. Похоронен на Новодевичьем кладбище Москвы.

## Память
В честь П. Ф. Жигарева названы улицы в Весьегонске, Твери и Павлодаре.

## Награды
- 2 ордена Ленина (22.10.1941, 21.02.1945);
- 3 ордена Красного Знамени (14.03.1938, 03.11.1944, 02.09.1950);
- орден Кутузова 1-й степени (08.09.1945);
- орден Красной Звезды (25.05.1936);
- Медали[14];
- Орден Китайской республики 3-й степени[15];
- Медаль «Китайско-советская дружба» (КНР).

## Воинские звания
- полковник (1936)
- комдив (19.09.1938)[16]
- комкор (11.04.1940)[17]
- генерал-лейтенант авиации (04.06.1940)[18]
- генерал-полковник авиации (22.10.1941)[19]
- маршал авиации (03.08.1953)
- главный маршал авиации (11.03.1955)